# Bitwa pod Połtawą
Bitwa pod Połtawą – starcie zbrojne, które miało miejsce 8 lipca 1709 roku podczas wielkiej wojny północnej, stoczone pod Połtawą na Ukrainie Lewobrzeżnej pomiędzy wojskami króla szwedzkiego Karola XII a wojskami rosyjskimi cara Piotra Wielkiego. W wyniku bitwy armia szwedzka została rozbita.

## Wstęp
Po błyskawicznych zwycięstwach Szwedów nad Duńczykami, Rosjanami i Sasami w 1700 roku wydawało się, że wojna nie będzie trwała długo i zakończy się zwycięstwem Karola XII. Spragniony sławy wojennej młody król Szwecji postanowił jednak kontynuować wojnę i wkroczył na teren neutralnej Rzeczypospolitej, gdzie spędził kilka lat na ściganiu króla Polski i elektora Saksonii Augusta Mocnego. Wykorzystując podarowany czas, car Rosji Piotr Wielki, wyciągając wnioski z klęski pod Narwą, unowocześnił i rozbudował swą armię. Gdy Karol XII walczył w Polsce, wojska rosyjskie zdobywały szwedzkie twierdze leżące w Inflantach, Estonii, Ingrii i Karelii, a car Piotr wybudował na szwedzkim wówczas terytorium Sankt Petersburg.
W końcu Karol XII zdecydował się zakończyć działania w Polsce i wkroczył na teren Saksonii, zmuszając tym samym Augusta Mocnego do abdykacji. Szwedzka armia w sile 44 tysięcy żołnierzy opuściła Saksonię 22 sierpnia 1707 roku i ruszyła na wschód. Po dojściu do Wisły Szwedzi zaczekali, aż rzeka zamarznie, po czym 30 grudnia przeprawili się na drugi brzeg i po zajęciu Mazowsza wkroczyli 28 stycznia 1708 roku do Grodna, które wojska rosyjskie opuściły bez walki. Wojska szwedzkie kontynuowały marsz na Smorgonie i Mińsk, gdzie rozłożyły się na leże zimowe. W Polsce zostawiono 8 tysięcy dragonów pod wodzą generała majora Ernsta von Krassaua.
Szwedzka armia, która w czasie zimy poniosła znaczne straty z powodu chorób, opuściła kwatery zimowe na początku czerwca 1708 roku i ruszyła na Smoleńsk. Wiosną znajdujący się w Kurlandii generał Adam Ludwig Lewenhaupt otrzymał rozkaz, by zgromadzić duże ilości zaopatrzenia (amunicja, sprzęt i przede wszystkim żywność) i wraz z siłami liczącymi 12 tysięcy żołnierzy dołączyć do wojsk Karola XII. Nie zdołał on jednak opuścić Mitawy przed końcem czerwca, by móc dołączyć do armii królewskiej przed październikiem. Wobec stosowanej przez wojska rosyjskie taktyki spalonej ziemi Karol XII musiał zrezygnować z bezpośredniego marszu na Moskwę i skierował się na Ukrainę, licząc na wsparcie ze strony hetmana kozackiego Iwana Mazepy. W chwili podjęcia decyzji o marszu na południe Lewenhaupt wraz z zaopatrzeniem znajdował się 130 km od króla.
Lewenhaupt ruszył za królem na południe, jednak nie zdołał dołączyć do sił głównych, gdyż wcześniej Piotr Wielki pokonał go w bitwie pod Leśną. Pobity Lewenhaupt, utraciwszy całe zaopatrzenie, dotarł do króla z 6 tysięcy żołnierzy, przez co jedynie zwiększył problemy zaopatrzeniowe Szwedów.
Wiosną Karol XII przerwał pochód z powodu głodu, chorób, mrozu i innych trudności, które zredukowały jego armię o blisko 1/3. Dodatkowo deszcze, powodzie i powszechnie panująca wilgoć w poważnym stopniu naruszyły zapasy prochu, przez co większość dział stała się bezużyteczna. Król postanowił założyć bazę operacyjną i w tym celu przystąpił do oblężenia leżącej nad Worsklą Połtawy. W tym czasie Piotr przygotował potężną armię i ruszył z odsieczą.
Szwedów według różnych obliczeń (w zależności od doliczania lub nie służby taborowej) było od 22 do 31 tysięcy, lecz wielu żołnierzy było chorych i niezdolnych do walki. Mieli tylko 4 armaty, ponieważ pozostałe 40 zostało w taborze. Rosjanie mieli około 60 tysięcy żołnierzy i 70 dział. Szwedzi zdawali sobie sprawę z miażdżącej przewagi rosyjskiej. Postawili wszystko na jedną kartę, próbując wprowadzić zamieszanie w szeregach rosyjskich, atakując na całej linii frontu. W przypadku niewytrzymania ciosu przewaga liczebna Rosjan okazałaby się raczej zawadą niż pomocą i na to liczył Rehnsköld, który przejął dowództwo od chorego króla Karola. Plan jednak się nie powiódł. Wprawdzie prawe skrzydło Szwedów zmusiło do odwrotu znajdujące się naprzeciw siły rosyjskie, ale lewe skrzydło, zostając w tyle w biegu, natknęło się na „uciekające do przodu” prawe skrzydło rosyjskie, którego przewaga liczebna uniemożliwiła atak szwedzki. Cała sytuacja – jak określa Peter Englund – przypominała „drzwi obrotowe”.
Wojska szwedzkie, wyczerpane i znajdujące się z dala od swej ojczyzny, zostały zupełnie rozbite przez Rosjan. Karol XII musiał ratować się ucieczką do Turcji. Wynik bitwy w znacznej mierze przesądził o dalszych losach Wielkiej Wojny Północnej, choć trwała ona jeszcze do roku 1721. Szwedzka klęska odwróciła także rezultat wojny domowej w Polsce z lat 1704–1706 (pokój w Altranstädt).

## Bitwa

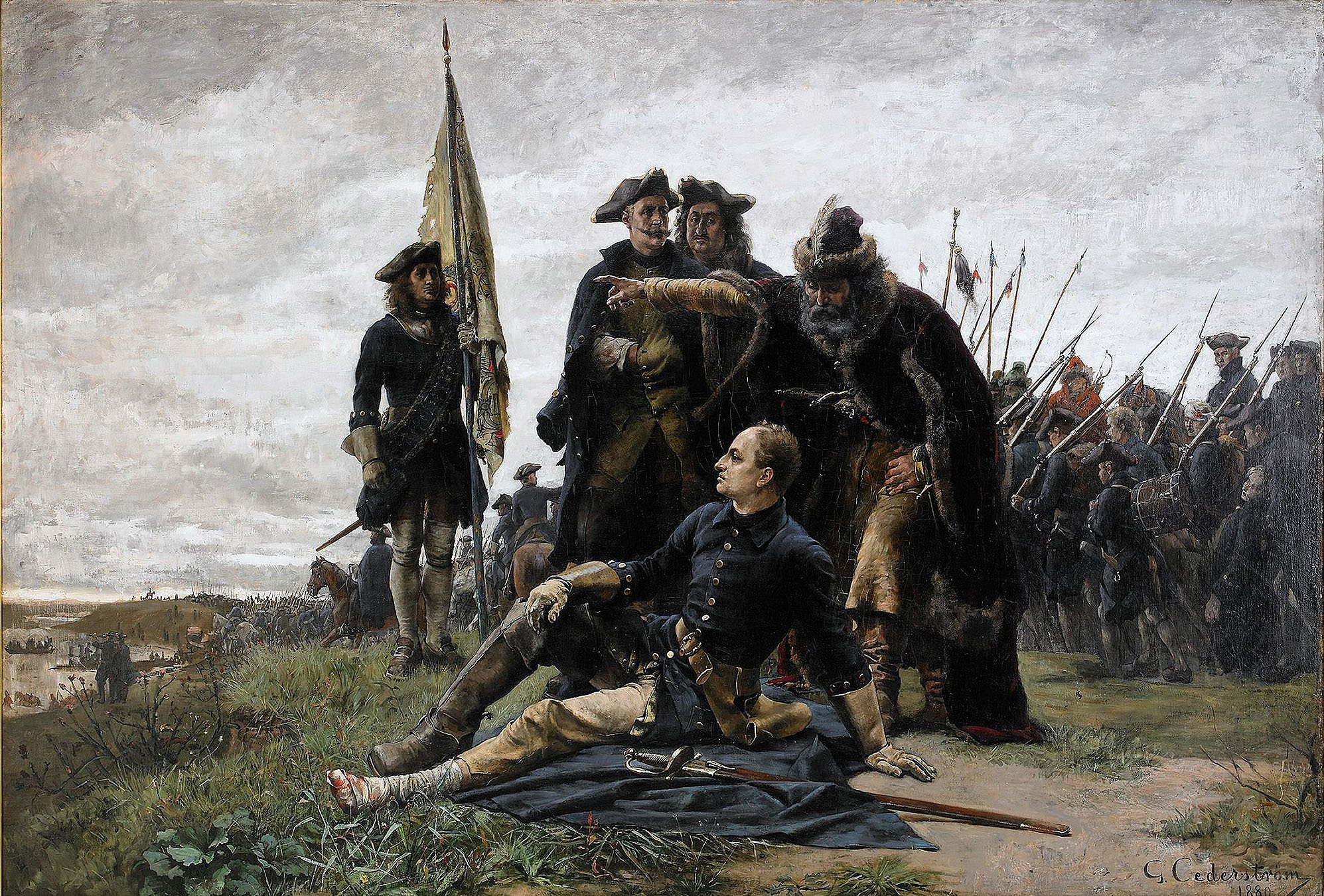
Król Szwecji Karol XII i hetman kozacki Iwan Mazepa pod Połtawą, mal. Gustaf Cederström

### Oblężenie Połtawy
W połowie kwietnia armia szwedzka rozpoczęła oblężenie leżącej nad Worsklą Połtawy, której bronił garnizon w sile 7 tysięcy żołnierzy i uzbrojonych mieszczan, zasilony dodatkowo w końcu maja przez 1 tysiąc żołnierzy, którymi dowodził Fiodor Gołowin. Szwedów wspomógł hetman Iwan Mazepa z Kozakami zaporoskimi. Król szwedzki pragnął zdobytą twierdzę uczynić swą bazą operacyjną, gdzie zamierzał ściągnąć i pobić główną armię rosyjską.
Gdy wspomagana przez Kozaków Mazepy armia Karola XII oblegała Połtawę, na Ukrainę przybyła armia rosyjska, odcinając Karolowi drogę odwrotu na zachód. W maju Rosjanie opanowali po zażartym boju Sicz, po czym car opuścił na krótko swą armię, by odprawić triumf w Taganrogu. Piotr Wielki wrócił na Ukrainę 15 czerwca.

### Przygotowania do walki
Jedyną formą komunikacji między oblężonym garnizonem Połtawy a armią rosyjską były wydrążone kule działowe, zawierające korespondencję. W ten sposób Piotr Wielki dowiedział się o dramatycznej sytuacji połtawskiej załogi, której kończył się proch i amunicja. W tej sytuacji Rosjanie postanowili jak najszybciej wydać Szwedom bitwę. Armia rosyjska ruszyła więc na pomoc obleganej Połtawie i 6 lipca stanęła w warownym obozie oddalonym od Połtawy o 5 kilometrów. Wąskie przejście między dwoma laskami, które znajdowało się przed obozem, zamknięte zostało za pomocą linii umocnień złożonej z 6 redut. Dla wspierania ewentualnych działań zaczepnych swych wojsk Piotr Wielki nakazał także utworzenie prostopadłej linii składającej się z 4 redut.
By osobiście rozpoznać stanowiska rosyjskie, Karol XII udał się na rekonesans z niewielkim podjazdem. Nad Worsklą doszło w nocy do starcia z rosyjskim podjazdem, w którym król raniony został kulą karabinową w lewą stopę. Król mężnie zniósł operację, a nawet pomagał chirurgowi w wyciąganiu odłamków potrzaskanych kości. Jednak rana uniemożliwiła mu dowodzenie, przez co armia szwedzka tuż przed bitwą pozbawiona została swego głównego atutu, jakim były niewątpliwe talenty dowódcze króla.
Następnego dnia Rosjanie byli już gotowi stawić czoło nieprzyjacielowi i zaczęli przeprawiać się przez Worsklę powyżej Połtawy. Ponieważ ranny król nie był w stanie dowodzić, kierownictwo nad szwedzką armią przejął Carl Gustaf Rehnskiöld. Szwedzką jazdą dowodził generał major Kreutz. Natomiast na czele armii rosyjskiej stał car Piotr Wielki – w centrum dowodził feldmarszałek Borys Szeremietiew, na lewym skrzydle Aleksander Mienszykow, a na prawym generał lejtnant Karol Rönne. Rosyjską artylerią dowodził Jakub Bruce.

### Nieudany atak Szwedów
Rankiem 8 lipca dowódca szwedzki zostawił pod Połtawą Kozaków i kilka batalionów piechoty, a resztę armii ustawił w 4 kolumny piechoty z 4 działami, z posuwającymi się za nimi 6 kolumnami jazdy. W takim szyku jeszcze przed świtem, o godzinie 3:45 zaatakował rosyjskie reduty, zdobywając dwie, których Rosjanie nie zdążyli dokończyć. Ponadto jeździe szwedzkiej udało się zepchnąć znajdującą się za redutami jazdę rosyjską. Wtedy Rehnskiöld postanowił przejść między redutami i uderzyć na rosyjski obóz.
Dzień był gorący i wilgotny, a widoczność pogarszały dodatkowo snujące się dymy na skutek ognia armatniego i karabinowego. W takich warunkach ruszyła do ataku szwedzka piechota dowodzona przez generała Lewenhaupta. Ponieważ natarcie nie przebiegało pomyślnie, postanowiono wycofać piechotę i przegrupować. Podczas przeprowadzanego manewru w szwedzkich wojskach doszło do zamieszania – znajdujący się na prawym skrzydle nacierającej kolumny oddział generała Roosa, liczący 2,6 tys. żołnierzy, nie otrzymał wiadomości o planowanym odwrocie i wciąż atakował, przez co wpadł w pułapkę, gdy posiłki złożone z 4 tysięcy Rosjan odzyskały utracone wcześniej reduty. Szwedzi, by uniknąć zniszczenia, musieli ratować się ucieczką do pobliskiego lasu. W końcu Roos, straciwszy ponad 1 tysiąc żołnierzy, nie mając już amunicji, skapitulował.
W czasie walki ranny został Rönne i jego miejsce zajął generał Rodion Baur. Otrzymał on rozkaz odwrotu, by dać miejsce atakującej piechocie. Na cofające się prawe skrzydło szwedzkie uderzyli z pięcioma pułkami jazdy i pięcioma batalionami piechoty Mienszykow i generał Samuel Rentzel. Prawe skrzydło szwedzkie zostało w końcu rozbite, a do niewoli dostali się generałowie Wolmar Anton von Schlippenbach i Rosen. Mienszykow, który ruszył w pościg za resztą uciekających Szwedów rozbitego prawego skrzydła, w rozpędzie opanował obóz armii szwedzkiej.

### Decydująca faza
Ponieważ Szwedzi czekali na powrót wojsk Roosa, doszło do trzygodzinnej przerwy w walce, podczas której główne siły armii carskiej (w większości piechota), nie niepokojone przez Szwedów, wyszły przed własne umocnienia i uszykowały się naprzeciw głównych sił szwedzkich. Jednocześnie część jazdy przerzucono z prawego skrzydła na lewe z powodu odejścia ścigającego Szwedów Mienszykowa. Obie strony umieściły swoją piechotę w centrum, a jazdę na skrzydłach.
Około godziny 9:00 rozpoczął się pojedynek artyleryjski, w którym mający więcej dział Rosjanie zadali Szwedom znacznie większe straty. Szwedzka linia ruszyła naprzód – 4 tysiące szwedzkiej piechoty przeciwko 20 tysiącom rosyjskiej. Car Piotr Wielki, ubrany w mundur oficera pułku Preobrażeńskiego, dowodził swą armią siedząc na ulubionej klaczy Lizetce. Także Karol XII, pomimo rany, kazał wozić się, by mieć wgląd w przebieg bitwy. Gdy wybuch pocisku artyleryjskiego zdemolował królewski powóz, król Szwecji kazał się nosić na skrzyżowanych pikach. W tej fazie bitwy także car Piotr ryzykował osobiście – kula karabinowa trafiła w jego pierś, a przed śmiercią uratował Piotra gruby, metalowy krzyż. Także łęk siodła carskiego i kapelusz przestrzelone zostały na wylot.
Gdy Szwedzi maszerowali, Rosjanie prowadzili intensywny ogień artyleryjski. Gdy Szwedzi zbliżyli się na odległość 100 metrów, Rosjanie rozpoczęli ogień z karabinów. Gdy odległość zmniejszyła się do 30 metrów, Szwedzi otworzyli ogień, po czym doszło do walki na białą broń. Do przełamania rosyjskich linii konieczna była kawaleria, która jednak nie zdołała wspomóc natarcia piechoty. Linia rosyjska była dłuższa od szwedzkiej i z tego powodu szwedzka piechota po niedługim czasie została oskrzydlona. Kilka regimentów szwedzkich zostało otoczonych. Kawaleria szwedzka próbowała pomóc swej piechocie wydostać się z matni, jednak z niewielkim skutkiem. Chcąc uchronić swą armię przed zagładą Karol XII o godzinie 11:00 wydał rozkaz odwrotu. W walce na białą broń Rosjanie zdołali jednak przełamać linię wojsk szwedzkich i Szwedzi rzucili się do ucieczki. W południe było już po bitwie, a rosyjska kawaleria oczyszczała pole bitwy z resztek wojsk szwedzkich.

### Ucieczka i kapitulacja wojsk szwedzkich pod Perewołoczną
Król Szwecji zgromadził resztki swych wojsk, a także sprzęt i zapasy, po czym przystąpił do pospiesznego odwrotu na południe, porzucając oblężenie Połtawy. Karol XII uszedł z pola bitwy konno, kładąc chorą nogę na końskiej szyi. Większość szwedzkich generałów, a wraz z nimi kanclerz hrabia Carl Piper, dostała się do niewoli. W bitwie Szwedzi stracili 10 tysięcy żołnierzy, w tym 2,8–3 tysięcy jeńców (na 17 tysięcy żołnierzy biorących udział w bitwie), oraz wszystkie działa. Rosjanie stracili 4,5 tys. żołnierzy. Do niewoli dostał się głównodowodzący armii szwedzkiej Rehnskiöld.
Wkrótce wśród Szwedów zapanowała panika, w wyniku której wszyscy rzucili się do ucieczki na zachód – w stronę Dniepru. Za uciekającymi ruszyła jazda i piechota Golicyna oraz Baura. Następnego dnia do pościgu przyłączył się mający 3 pułki jazdy i 3 pułki piechoty Mienszykow, który przejął dowodzenie nad całą operacją pościgową. Otrzymał rozkaz, by Karola XII traktować z najwyższymi honorami, za to Mazepę miał z miejsca zakuć w kajdany.
Ponieważ Szwedzi i Kozacy uciekali szybciej od goniących ich Rosjan, Karol XII i Mazepa dotarli do Dniepru 11 lipca (w okolicy Perewołocznej, przy ujściu Worskli do Dniepru). Król szwedzki dysponował wciąż sporą armią liczącą 18 do 19 tysięcy żołnierzy (7 tysięcy wyprowadzonych z pola bitwy, około 5 tysięcy niebiorących udziału w walce oraz około 6 do 7 tysięcy Kozaków Mazepy i Zaporożców). Na miejscu okazało się, że brakuje łodzi przeprawowych. Uciekinierzy próbowali dostać się na drugi brzeg wszelkimi sposobami – nawet wpław. Podczas tych prób wielu Szwedów potonęło. Mazepa, mając ze sobą baryłkę złota i resztki swych skarbów, przeprawił się przed królem, który miał jeszcze pewne wątpliwości – uległ jednak namowom doradców i również przeprawił się przez Dniepr.
W końcu, trzy godziny po przeprawie Karola XII, jazda rosyjska oraz 3 tysiące Kałmuków dogonili 12 lipca uchodzące wojska szwedzkie i kozackie w Perewołocznej nad Dnieprem. Artyleria rosyjska zajęła pozycje. Lewenhaupt otrzymał zadanie przeprawienia się przez Worsklę i marszu w stepy tatarskie. Generał, widząc położenie swej armii, wezwał oficerów i kazał im zapytać podkomendnych, czy chcą walczyć. Głodni i zdemoralizowani żołnierze nie mieli na to najmniejszej ochoty. Pierwszy do niewoli dostał się idący w ariergardzie Lewenhaupt – łącznie aż 14 do 16 tysięcy zdemoralizowanych klęską szwedzkich (i kozackich) żołnierzy skapitulowało. Piotr Wielki przybył na miejsce akurat w momencie, gdy Szwedzi składali broń.
Tymczasem Karol XII oraz Mazepa z około 1,3–1,5 tys. Szwedów i 1,5 tys. Kozaków uchodziło przez Dzikie Pola. Rosyjskiemu pościgowi zdołało ostatecznie ujść około 1 tys. Szwedów i 1 tys. Kozaków, którzy dotarli na terytorium Turcji. Królowi Szwecji znaczne usługi oddał energicznie działający polski oficer Stanisław Poniatowski, służący w szwedzkiej armii jako generał. Wśród szwedzkich uciekinierów znajdowała się pewna grupa Polaków (towarzyszy Poniatowskiego i spośród tych, służących w chorągwiach wołoskich, które wchodziły w skład oddziałów pomocniczych armii Karola XII).

### Po bitwie
Według raportów do rosyjskiej niewoli (pod Połtawą i pod Perewołoczną) dostało się 59 generałów i oficerów sztabowych, 1102 oficerów oraz 16 947 podoficerów i szeregowych (wg innych danych 13 138 podoficerów i szeregowych, różnica może wynikać z odmiennego podejścia do zaliczania Kozaków lub służby taborowej w poczet regularnej armii). Rosjanie natomiast stracili w bitwie 1345 zabitych i 3290 rannych.
Car zdawał sobie sprawę, że pomimo świetnego zwycięstwa, wojna jeszcze nie była wygrana. By w pełni wykorzystać sukces, wojska rosyjskie w połowie lipca stopniowo ruszyły na zachód. Car postanowił przywrócić na tron polski Augusta Mocnego, z którego wysłannikiem spotkał się w Lublinie. Elektor saski zaprosił cara do Torunia, dokąd zmierzał na czele 14-tysięcznej armii. Dotychczasowi zwolennicy Leszczyńskiego masowo przechodzili do obozu Augusta II. Sam Leszczyński oraz znajdujące się w Polsce oddziały szwedzkie, wzięte w dwa ognie, wycofały się do Szczecina. W Polsce okupację szwedzką zastąpiła okupacja rosyjska.
Gdy Rosjanie świętowali zwycięstwo, Karol XII uchodził przez Dzikie Pola w kierunku granicy tureckiej. Wysłany przodem Stanisław Poniatowski nawiązał kontakt z paszą Oczakowa, umożliwiając królowi Szwecji wjazd na terytorium tureckie. Karol XII zatrzymał się najpierw nad Morzem Czarnym, a potem w Benderach nad Dniestrem. Tam 3 października 1709 roku zmarł hetman kozacki Iwan Mazepa.
Klęska pod Połtawą oznaczała koniec mocarstwowej pozycji Szwecji. Jednocześnie Połtawa awansowała Rosję z mocarstwa regionalnego na pozycję wielkiego mocarstwa o aspiracjach światowych.

## Galeria

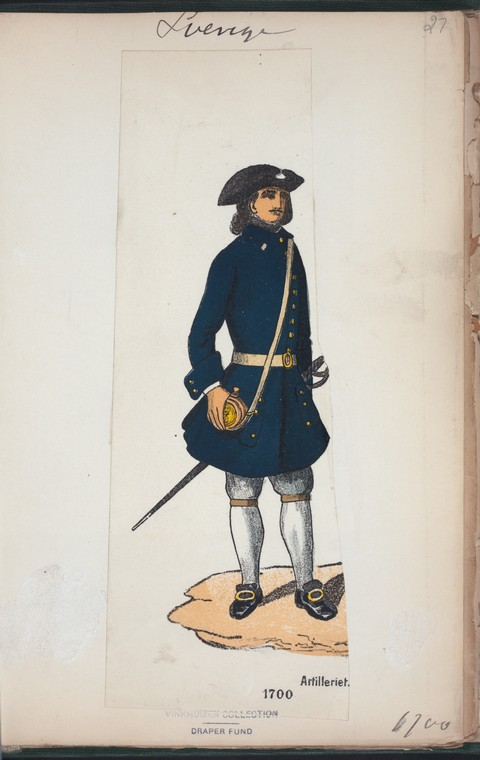
Piechur szwedzki
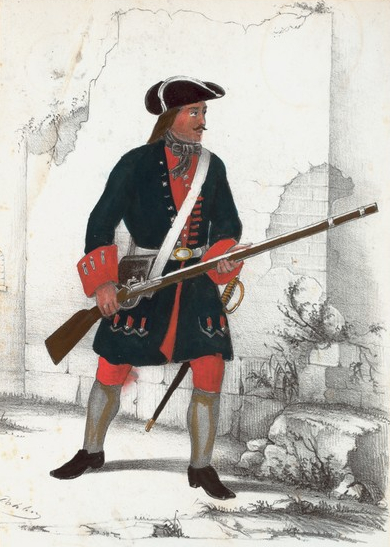
Piechur rosyjski